# Ensam och ängslig, trött och bekymrad
Ensam och ängslig, trött och bekymrad är en sång med originaltexten skriven av Allie Starbright med svensk text av Einar Sundén 1980. Musiken är komponerad av Ira David Sankey.

## Publicerad i
- Frälsningsarméns sångbok 1968 refrängen "Till dig jag kommer, världarnas Herre" som nr 30 i körsångsdelen under rubriken "Bön".
- Frälsningsarméns sångbok 1990 som nr 456 under rubriken "Ordet och bönen".